# Tuzlanski konvoj spasa
Tuzlanski konvoj spasa (u dokumentima MKSJ-a na engleskom: Convoy of Joy; u prevodu: Konvoj radosti) naziv je za humanitarni konvoj koji je 4. lipnja 1993. kroz središnju Bosnu prevozio pomoć do Tuzle.  
Konvoj je zaustavljen u selu Rankovići (općina Novi Travnik) kada je započela pljačka u kojoj su sudjelovali vojnici i civili, dok su u isto vrijeme pripadnici Hrvatskog vijeća obrane ubili sedam vozača kamiona. Od oko 450 vozila u skupini dugačkoj 11 kilometara, do Tuzle je stiglo 78.
Dva vojnika HVO-a koji su pucali na konvoj, ubili su britanski pripadnici UN-a koji su bili nadležni za sigurnost konvoja. Konvoj je potom ponovno zaustavljen u Vitezu gdje je pljačkanje nastavljeno. Obrana u slučaju Kordić i Čerkez tvrdila je da čin pljačkanja konvoja nije bio organiziran, već spontana reakcija civilnog stanovništva koja je prerasla u anarhiju, dok su neki drugi očevici ECCM-a tvrdili da je napad na konvoj bio organiziran.

## Sudski procesi
Darijo Kordić i Tihomir Blaškić su po komandnoj odgovornosti pred Međunarodnom sudu za ratne zločine počinjene na području bivše Jugoslavije osuđeni za napad na konvoj.
Sud Bosne i Hercegovine je pokrenuo istragu 3. listopada 2019, nakon što je nekoliko puta prebacivan na različita tužilaštva. Dana 2. studenoga 2020. Tužiteljstvo Bosne i Hercegovine, u skladu s odredbama Državne strategije za rad na predmetima ratnih zločina, istragu je ustupilo na obradu u Tužilaštvu Županije Središnje Bosne u Travniku.